# خشب الأرز
خشب الأرز يأتي من أشجار مختلفة ومتعددة تنمو في أماكن مختلفة من العالم، وله استخدامات متنوعة.

## انواعه
- خشب أرز كاليفورنيا المعطر، من أشجار سالوسيدروس ديكورينس وهو نوع الخشب الأساسي المستخدم في صنع الأقلام الرصاص.
- خشب أرز تايوان المعطر، من أشجار سالوسيدروس فورموسانا وهو من الأنواع المهددة بالانقراض والتي يتم الإفراط في حصادها بسبب خشبها العطري المقاوم للتسوس.
- خشب الأرز الصيني المعطر، من أشجار سالوسيدروس ماكروليبيس والتي يتم الإفراط في حصادها بسبب خشبها العطري المقاوم للتسوس.
- خشب الأرز المستخدم في صناديق السيجار أو خشب الأرز الإسباني يأتي من أشجار سيدريلا أودوراتا، وهو خشب عطري ومقاوم للحشرات وخفيف، ويُستخدم بشكل أساسي للحفاظ على الملابس من الحشرات ويستخدم لصنع اجزاء من الالات الموسيقية .
- خشب الأرز من أشجار الأرز، كان يعد سابقًا من الأخشاب الهامة في منطقة البحر الأبيض المتوسط، وكان يتم استخدامه للبناء وصناعة السفن، ولكن تم استغلاله بشكل مفرط لآلاف السنين.
- خشب أرز بورت أورفورد الذي يأتي من أشجار غامايسيباريس لوسونينا في غرب أمريكا الشمالية، وهو خشب خفيف الوزن ومتين ويتم تقديره بشكل خاص في شرق آسيا.
- خشب الأرز الياباني، من أشجار كريبتوميريا جابونيكا وهو خشب خفيف الوزن يستخدم في بناء المنازل.
- خشب الأرز المكسيكي الأبيض، من أشجار سرو لوسيتاني وهو يأتي من شجرة مقاومة للجفاف تتم زرعتها بشكل كبير للحصول على الأخشاب منذ قرون.
- خشب الأرز الشرقي الأحمر، من أشجار العرعر الفرجيني وهو خشب ناعم وأحمر اللون وذو تجزيعات دقيقة وعطري ومقاوم للتسوس، ولذلك غالبًا ما يُستخدم في أعمدة السياج.
- خشب أرز سيلون من أشجار زنزلخت، وهو خشب ذو جودة عالية يشابه خشب الساج.
- خشب الأرز الغربي الأحمر، من أشجار العفص المطوي هو خشب ناعم وبني مائل للاحمرار وعطري ومقاوم للتسوس، ولذلك يستخدم في عمليات البناء الخارجية والأسقف الخشبية وصنع الجيتار.
- خشب الأرز الشمالي الأبيض، من أشجار العفص الغربي وهو يأتي من شجرة صغيرة نسبيًا، ويستخدم في صناعة الزوارق والأكواخ المصنوعة من جذوع الأشجار والأسوار والأسقف الخشبية.
- خشب الأرز الأسترالي الأحمر، من أشجار سيدريلا تونا وهو خشب أحمر ذو قيمة عالية وسهل الاستخدام، فهو يستخدم في صناعة الأثاث والسفن.